# Levant (Kansas)
Levant – jednostka osadnicza w Stanach Zjednoczonych, w stanie Kansas, w hrabstwie Thomas.